# Vodní nádrž Klabava
Vodní nádrž Klabava je přehradní nádrž na řece Klabavě ve Švihovské vrchovině v okrese Rokycany. Nachází se přibližně na 15. říčním kilometru v dolní části toku. Byla postavena jako protipovodňová ochrana železnorudného dolu v místech vodní nádrže Ejpovice.

## Historie
V roce 1954 byla zahájena těžba železné rudy v dole Ejpovice. Řeka Klabava byla okolo dolu svedena do dvou tunelů, a aby nedocházelo k zaplavování dolu při povodních, byla o něco výše proti proudu v roce 1957 dokončena stavba přehrady, která měla dopady povodní omezit. Těžba v lomu byla ukončena v roce 1967 a o osm let později bylo ložisko zaplaveno, takže přehrada ztratila svou původní funkci. Od té doby slouží především k zajištění minimálního průtoku, rekreaci, rybolovu a protipovodňové ochraně území pod hrází. V letech 2017–2018 probíhala rekonstrukce a rozšíření bezpečnostního přelivu, který při povodni v roce 2002 svou kapacitou nedostačoval.

## Technické údaje

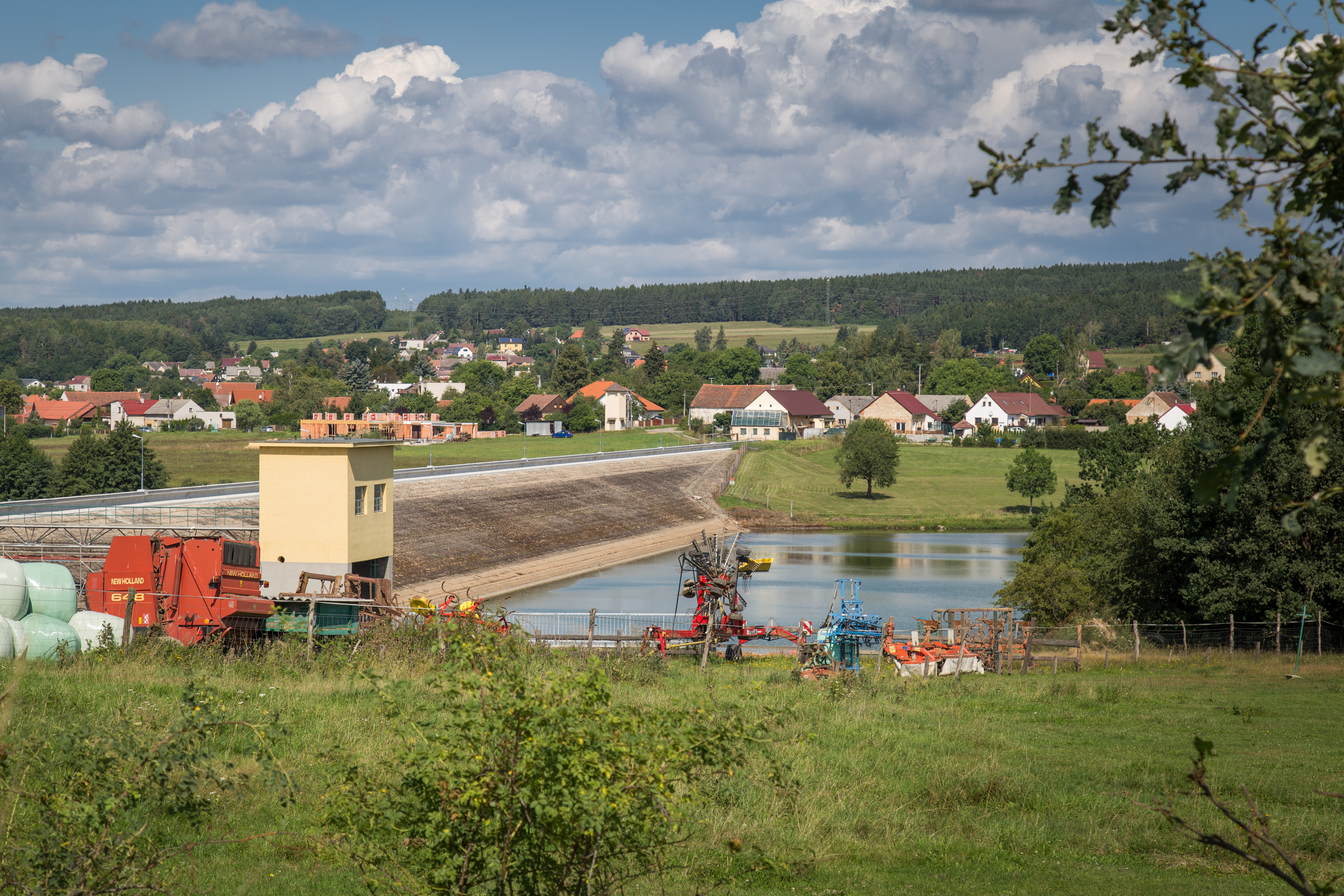
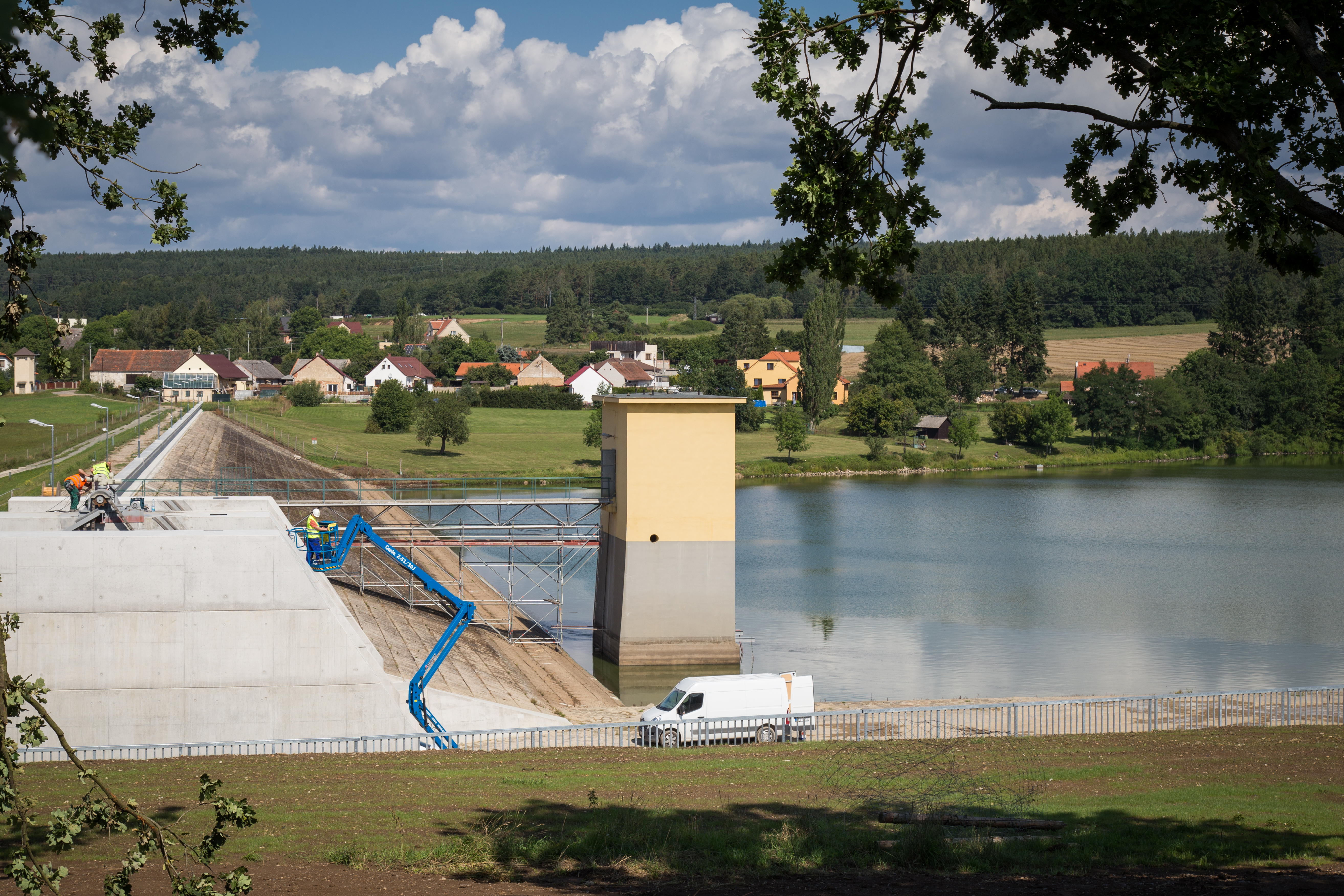

Zemní sypaná hráz s těsnicím jílovým jádrem stojí na říčním kilometru 14,735. Je dlouhá 403,6 metru a vysoká 12,6 metru. Koruna hráze se nachází v nadmořské výšce 352,2 metru. Objem nádrže je 5 664 000 m³ a rozloha zatopené plochy dosahuje 32 hektarů. Dvojice spodních výpustí má maximální kapacitu 27,68 a 4,31 m³/s. Postranní bezpečnostní přeliv se skluzem má dvě pole dlouhá patnáct metrů s maximální kapacitou 248,6 m³/s.
Při rekonstrukci v roce 2018 byla pod hrází vybudována malá vodní elektrárna s Kaplanovou turbínou s maximálním výkonem 200 kW a předpokládanou roční výrobou 760 MWh.

## Hydrologické údaje
Plocha povodí nad nádrží je 329,9 km². Průměrný roční průtok je 2,04 m³/s a 100letá voda dosahuje 233 m³/s.

## Přírodní poměry
Vodní nádrž se nachází ve Švihovské vrchovině. V okolí přehrady se příležitostně vyskytuje orlovec říční a orel mořský. Snížení vodní hladiny využívají různé druhy bahňáků a v zadní části přehrady žije strnad rákosní, cvrčilky a rákosníci. Zaznamenán byl výskyt bobra evropského nebo vydry říční. Rybáři do vody vysazují kaprovité ryby, štiky, sumce a boleny.